# Pedro Méndez
Pour les articles homonymes, voir Méndez.
Pedro Méndez Cuesta, né le 27 février 1904 à Madrid et mort le 19 février 1999 dans cette même ville, est un nageur espagnol ayant participé aux Jeux olympiques d'été de 1924 à Paris.

## Biographie
Pedro Méndez naît dans une bonne famille madrilène, et compte neuf frères et sœurs, dont l'écrivaine Concha Méndez, son aînée.
Pedro Méndez est le premier grand nageur espagnol à nager ailleurs qu'à Barcelone. Il est membre du club CD Fortuna de Saint-Sébastien. Il a été recordman d'Espagne du 400 mètres nage libre en 6 min 16 s, du 500 mètres nage libre en 7 min 50 s 4, du 1 000 mètres nage libre en 16 min 8 s et du 1 500 mètres nage libre en 24 min 19 s. Il est champion d'Espagne du 400 mètres nage libre en 1923 (6 min 23 s) et 1924 (6 min 20 s 2). Avec son club, il est aussi champion d'Espagne du relais 4 × 200 mètres nage libre en 1924 (13 min 18 s). Il est champion d'Espagne du 2 000 mètres en mer en 1923 et 1924.
Aux Jeux de Paris, il est engagé sur les 400 mètres et 1 500 mètres nage libre. Au 400 mètres, il termine 5e de sa série en 6 min 26 s 6 et n'est pas qualifié pour les demi-finales. Sur le 1 500 mètres nage libre, il termine 5e et dernier de sa série en 26 min 23 s 5 et n'est pas qualifié pour les demi-finales. Il est aussi membre de l'équipe espagnole du relais 4 × 200 mètres nage libre (Ramon Berdomàs, Pedro Méndez, Juli Peradejordi i Vergara et José Manuel Pinillo) qui termine 4e et dernière de sa série en 12 min 21 s 2 et n'est pas qualifiée pour la finale.
Sa sœur Maria-Luisa Mendez est considérée comme une des pionnières de la natation sportive espagnole.